# Elecciones federales de Centroamérica de 1830
Las elecciones presidenciales de la República Federal de Centro América se realizaron por segunda vez en 1830 después de la victoria del general Francisco Morazán un año antes que cimentó el poder de los liberales y tras un período que no pudo concluir el primer presidente democráticamente electo de la Federación, Manuel José Arce, quien debió renunciar al cargo por la guerra. Morazán presionó al Congreso para que convocara elecciones presidenciales como efectivamente se hizo un año después de terminada la guerra civil. Morazán enfrentó al candidato conservador José Cecilio del Valle y obtuvo 202 votos electorales frente a 103 que recibió del Valle. Como en la elección anterior estos eran insuficientes para ser proclamado presidente, pero en este caso el Congreso se decantó por lo contrario a 1825, es decir, decidió proclamar presidente al ganador del voto popular, Morazán para un período de cuatro años.
Durante este período Costa Rica estaba temporalmente separada de la Federación a raíz de la guerra civil que conmitó a los legisladores costarricenses a emitir la Ley Aprilia de abril de 1829 que los mantenía fuera mientras se restablecía el orden constitucional. Aun así, los costarricenses participaron de la elección y escogieron a los dos diputados y dos senadores que les correspondían. Una vez electo Morazán se dio por restablecido el orden y en febrero de 1831 la Ley Aprilia fue abolida.